# ÓE Ybl Miklós Építéstudományi Kar
Az Óbudai Egyetem (ÓE) Ybl Miklós Építéstudományi Kar  (rövidítése: ÓE-YBL) építőmérnök-, építészmérnök- képző felsőfokú oktatási intézmény. A kar jelenleg 2 intézettel, 9 tanszékkel és saját könyvtárral rendelkezik. 2024-ben került akkreditálásra az Óbudai Egyetem Építészet Design és Technológia Doktori Iskolája (ÉTD-DI).

## Fekvése
Budapest XIV. kerületében, a Thököly út 74. szám alatt található. Épületét 1901-ben tervezte neoreneszánsz stílusban Állami Felső Építőipari Iskolaként Kolbenheyer Gyula és H. Gaál Adorján építész.

## Története
A 19. század utolsó harmadában az ipari fejlődéssel egy időben megindult Magyarországon az az urbanizációs folyamat, mely az építőipar soha nem látott fellendülését eredményezte. Az országban képzett építőipari szakemberekre volt szükség. Kezdetben idegenekből, főleg németekből álló szakgárdák vezették a magyarországi építkezéseket, később azonban Eötvös József és Trefort Ágoston vallás- és közoktatásügyi miniszterek munkássága nyomán megalakult 1879. december 7-én a Állami Középipartanoda, építészeti, gépészeti és vegyészeti szakmacsoporttal. Az építészeti szakosztály építőmestereket, pallérokat és önálló munkára képes szakembereket képzett. Az intézmény rövid idő alatt beváltotta a hozzá fűzött reményeket, és 1898-ban az akkori Magyar Királyi Állami Felső Ipariskolából kivált a Magyar Királyi Állami Felső Építő Ipariskola. Az intézmény 1901-ben költözött a Thököly útra, a mai törzsépületbe. Jogelődjének képzési kínálata és diákjainak létszáma is – még az első- és második világháború éveiben is – dinamikusan fejlődött. 1884-től 1949-ig a Felső(építő) Ipariskola keretében végezte munkáját az építőmesterség megvizsgálására államilag létrehozott egyetlen Építőmesteri Vizsgabizottság, amelynek első elnöke Ybl Miklós volt. 
Az iskola az 1950/1951-es tanévtől magasépítői, mélyépítő és anyagipari tagozattal technikumként működött tovább. Az Ybl Miklós Építőipari Technikum célja kivitelező szakemberek képzése volt. Az 1960-as évek első felében a középfokú technikumok  fokozatosan felsőfokú technikumokká alakultak át, majd az 1970-es évek elején műszaki főiskolákká. 1967-től városgazdasági szak is indult a jogelőd intézményben. 1972-ben a felsőfokú technikumok átszervezésével az Elnöki Tanács létrehozta jogutódként a budapesti Ybl Miklós Felsőfokú Építőipari Technikum és a debreceni Felsőfokú Épületgépészeti Technikum összevonásával az Ybl Miklós Építőipari Műszaki Főiskolát.
A főiskolát a következő évtizedekben jelentős tartalmi és szervezeti változások érték. 1980-ban a Belügyminisztériummal közös tűzvédelmi mérnökképzés indult, Magyarországon elsőként. 1987–1998 között Építményfenntartási ágazaton a honvédség számára képezett szakembereket. 1992-ben engedélyezték a biztonságtechnikai mérnökképzést és 1994/1995-ös tanév óta folyik műszaki menedzser képzés. Az alapképzésen túl a kar 1980 óta több, szakához kötődő szakirányú továbbképzést is folytat. Az 1997-ben lefolytatott eljárás eredményeként a Magyar Akkreditációs Bizottság műszaki intézményi szakbizottsága a főiskola valamennyi mérnöki szakát – erős minősítéssel – akkreditálta. A tartalmi fejlődést szervezeti változások is kísérték. Ezek közül külön ki kell emelni, hogy a főiskola nevét 1991-ben a kormány a tartalomnak jobban megfelelő Ybl Miklós Műszaki Főiskolára módosította. 1995-ben a debreceni kar a Kossuth Lajos Tudományegyetem Műszaki Főiskolai Karaként folytatta tovább munkáját.
A felsőoktatási intézményhálózat átalakításának keretében a főiskola 2000. január 1-jével a Szent István Egyetemhez csatlakozott, hogy az új, integrált felsőoktatási intézmény részeként a társkarokkal összehangolt oktatási, kutatási és szaktanácsadási tevékenységével hatékonyabban szolgálhassa a vidéki térségek, települések infrastruktúrájának fejlődését. A 2006/2007. tanévtől az intézmény neve Ybl Miklós Építéstudományi Kar. 
A kar és valamennyi elődintézménye a magyar építőipari szakemberek oktatásában jelentős hagyományokkal és kiemelkedő eredményekkel dicsekedhet. A magyar műszaki szakemberek és ezen belül a „Thököly útiak” számottevő szerepet töltöttek be a magyar építőipar fejlesztésében, vezetésében és ha sorsuk úgy alakult, sikeresen álltak és állnak helyt külföldön is. A kar hű kíván maradni tradícióihoz és alapvető feladatának tartja, hogy jelenlegi és jövendő hallgatói is elegendő felkészültséggel és hivatástudattal fejezzék be tanulmányaikat.
2020. áprilisában a Magyar Kormány valamint az ITM (Innovációs és Technológiai Minisztérium) bejelentette, hogy több felsőoktatási intézményben is szervezeti átalakítást végeznek, többek között a Szent István Egyetemen is. Ennek értelmében 2020. augusztus 1.-től a Szent István Egyetem helyett az Óbudai Egyetem része lett a kar, annak berkein belül folytatja eddigi működését.

## Képzések
BSc ALAPKÉPZÉSEK nappali és levelező tagozaton

 – Építészmérnöki szak (7 félév) 

 – Építőmérnöki szak (8 félév) 

 – Műszaki menedzser szak (7 félév)

MSc MESTERKÉPZÉS nappali tagozaton

 – Tervező építészmérnök szak (3 félév) 

 – Infrastruktúra Építőmérnök szak (4 félév) 

 – Szerkezetépítő Építőmérnök szak (4 félév) 

SZAKIRÁNYÚ TOVÁBBKÉPZÉSEK

 – Tűzvédelmi szakmérnök

 – Tűzvédelmi szakmenedzser

## Képtár

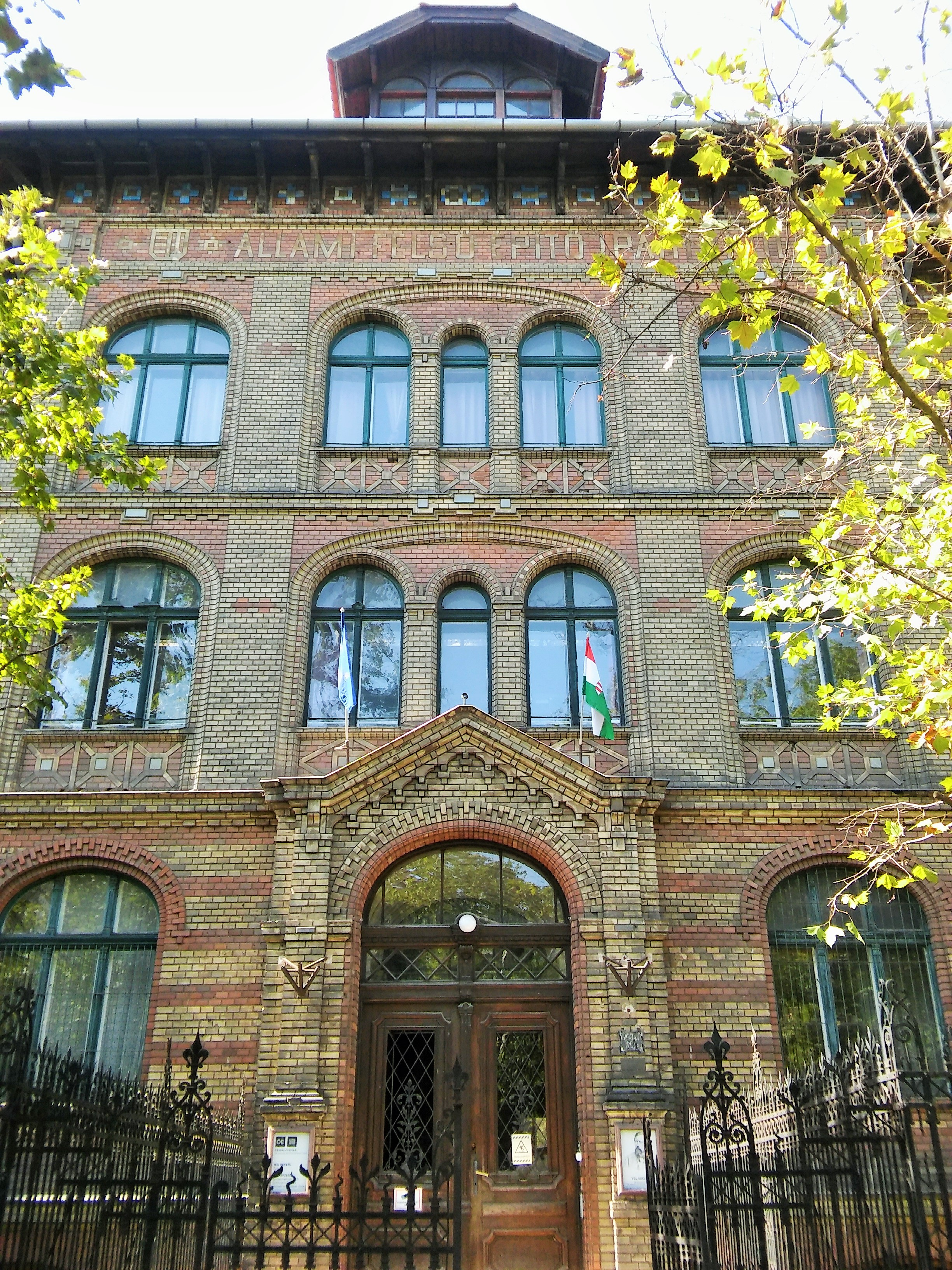
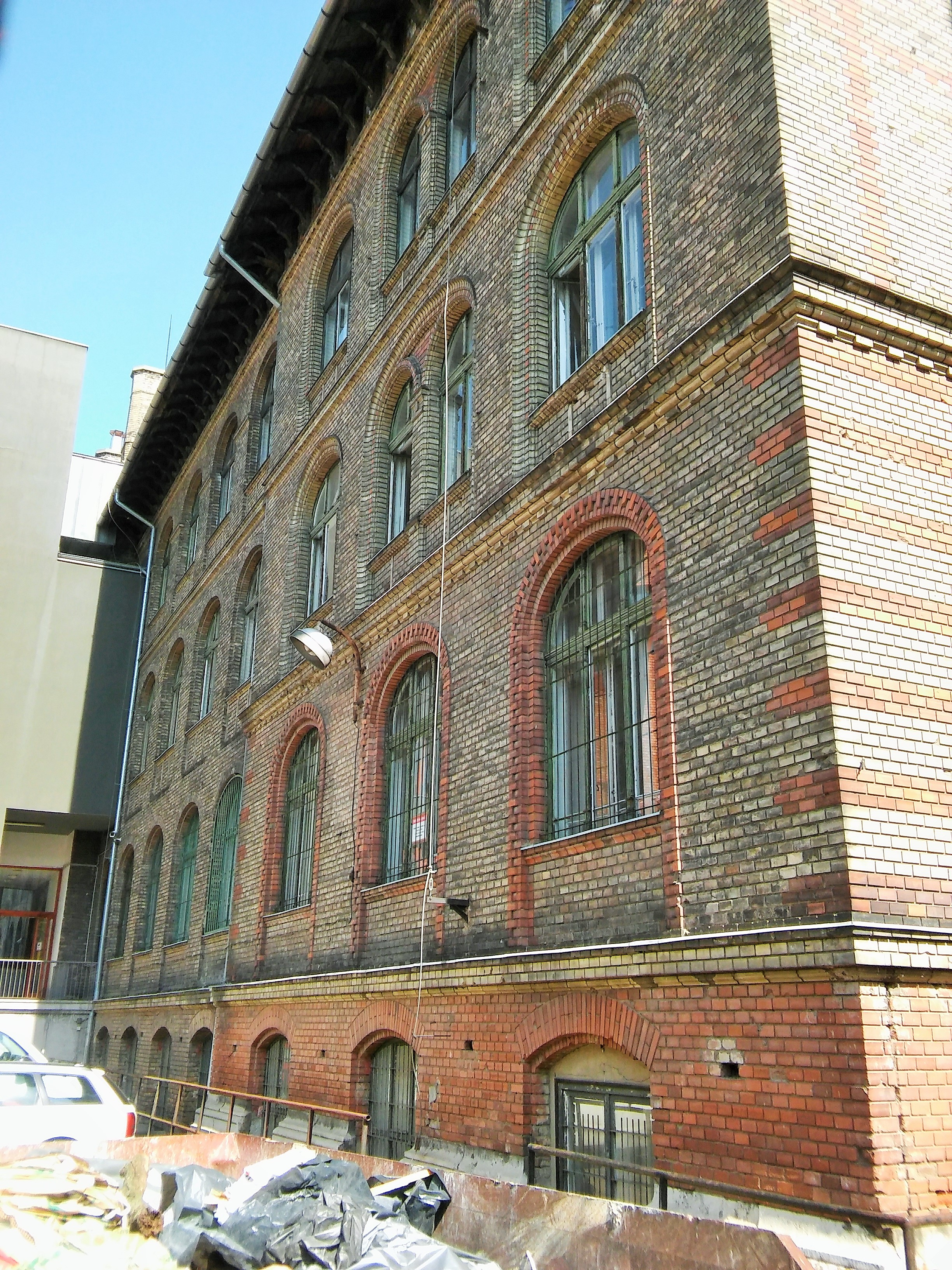
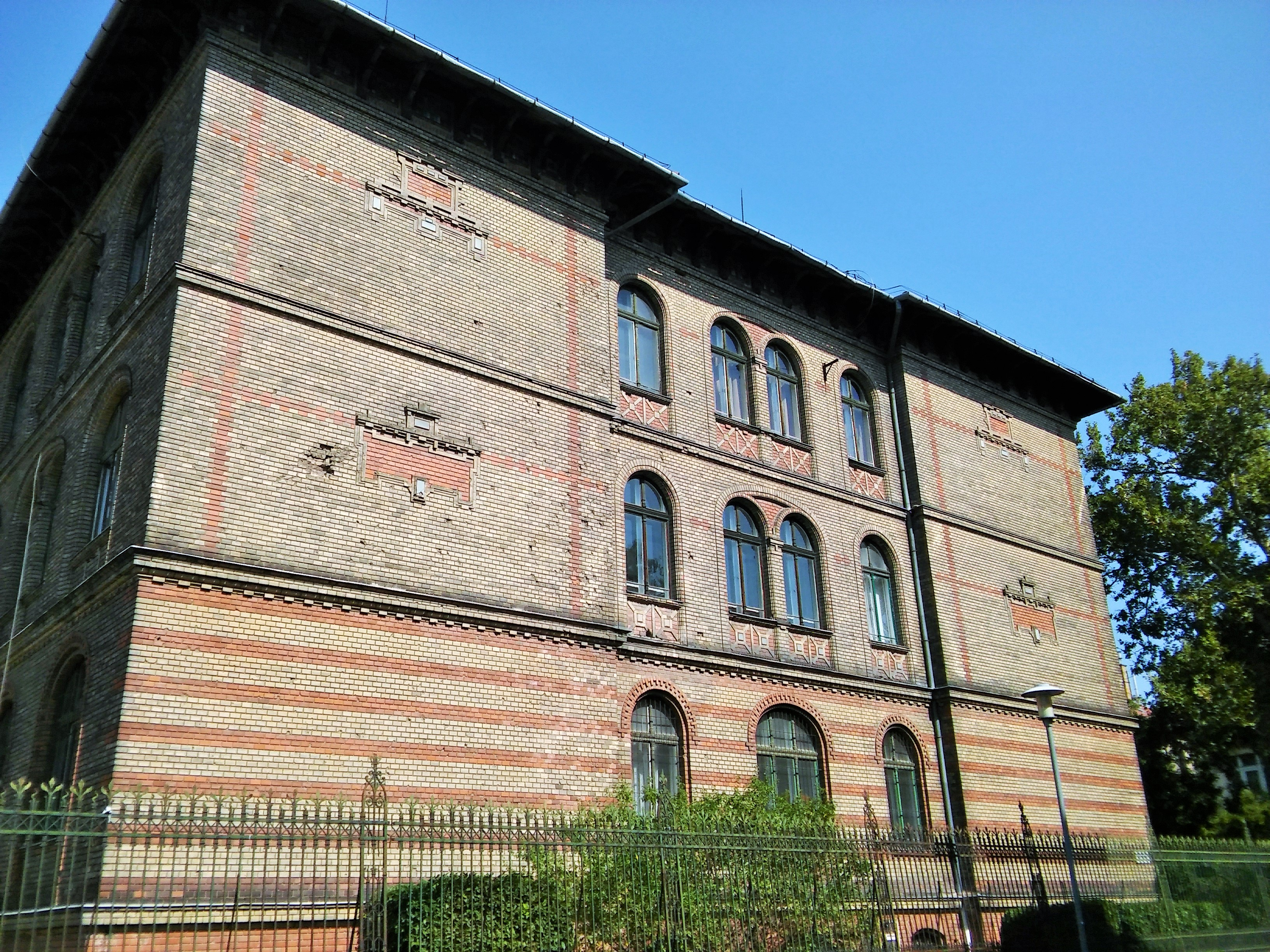
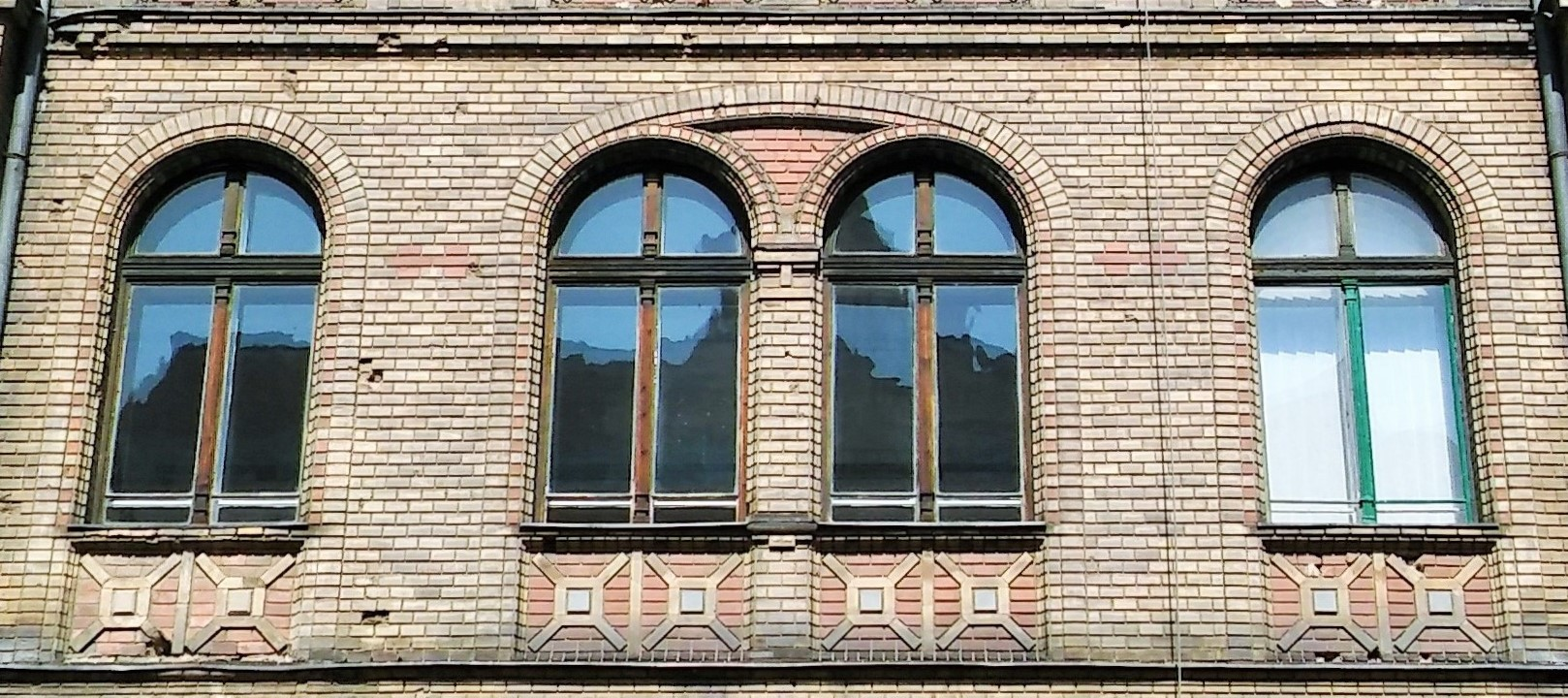
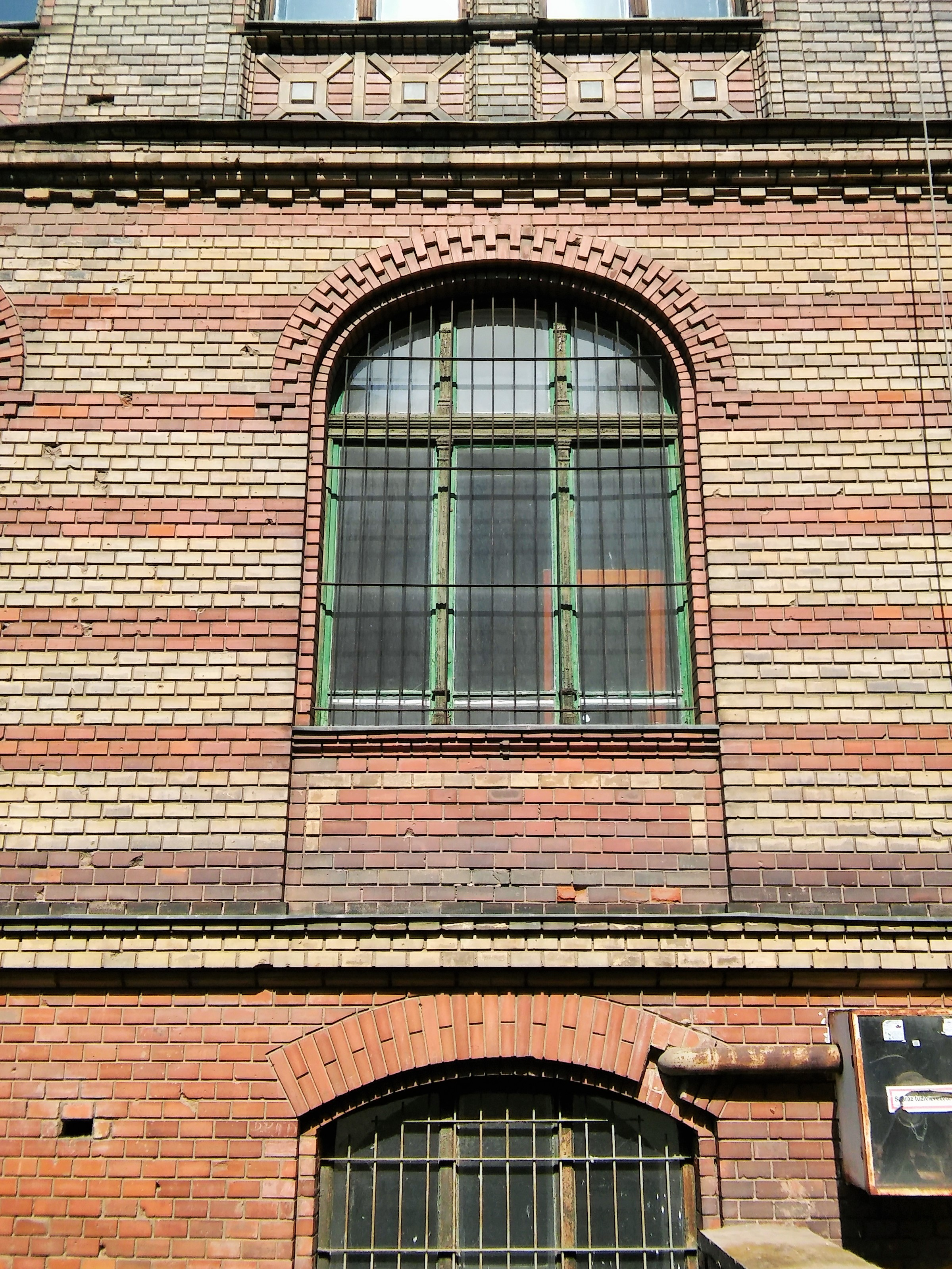
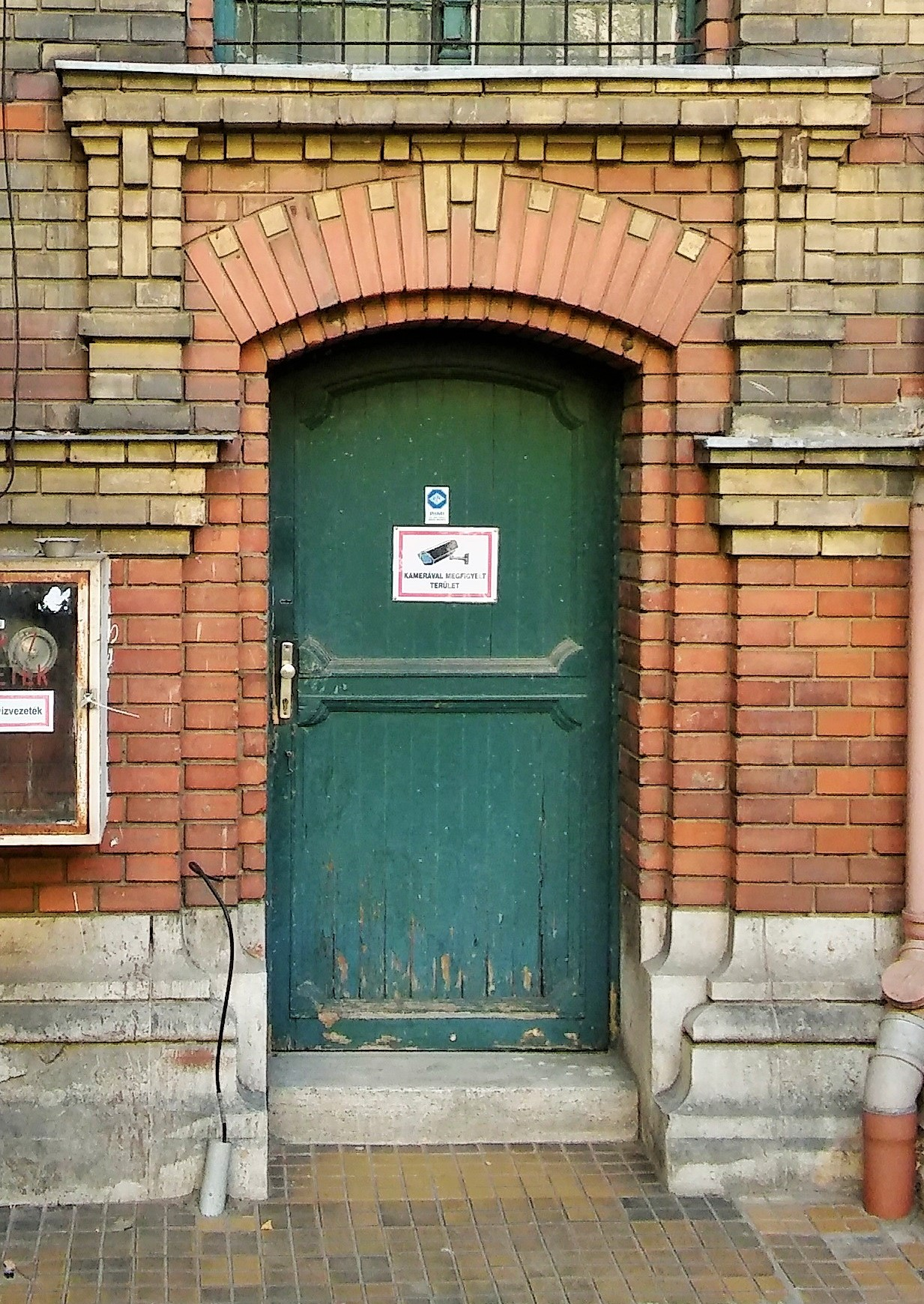
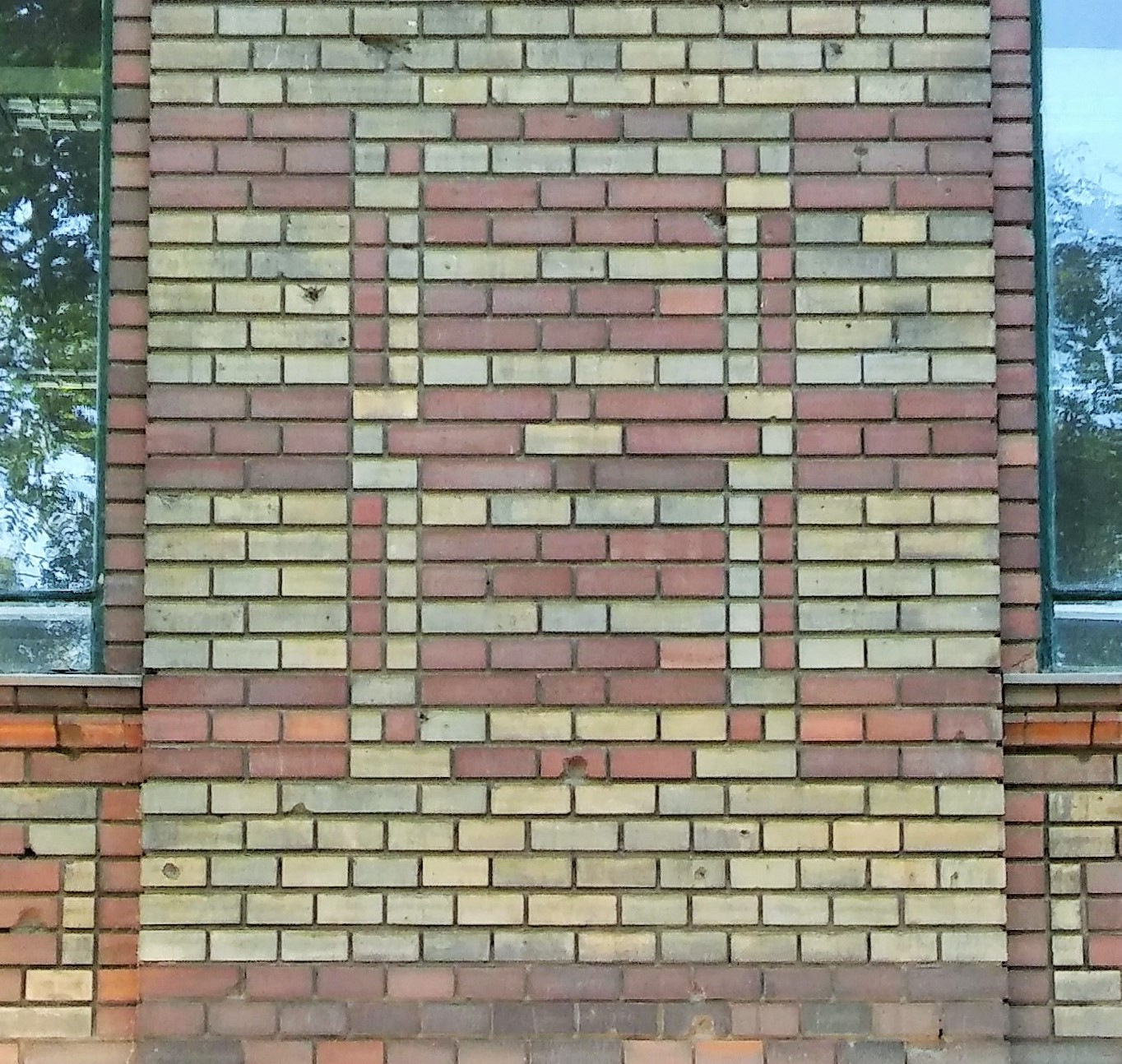
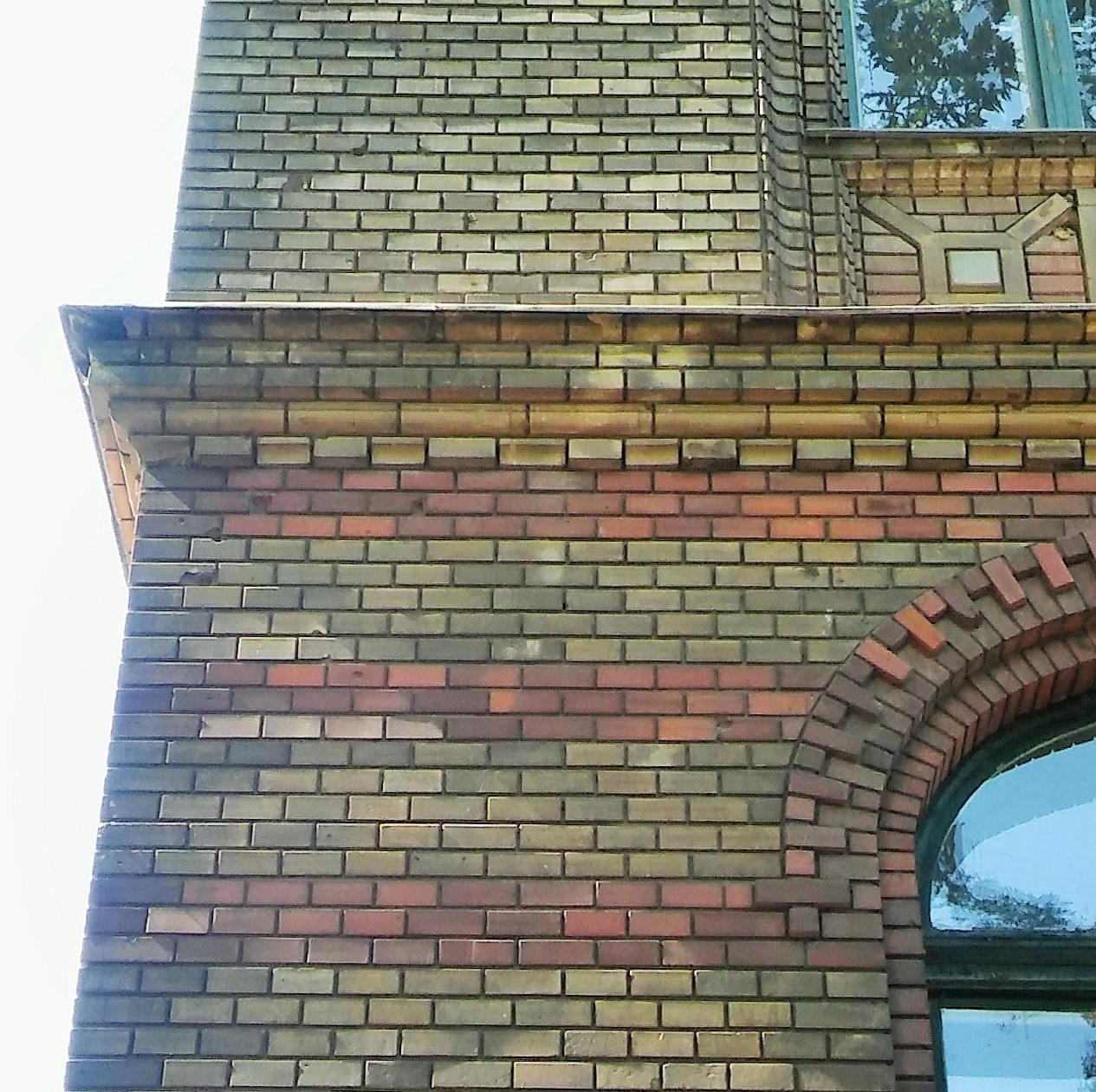
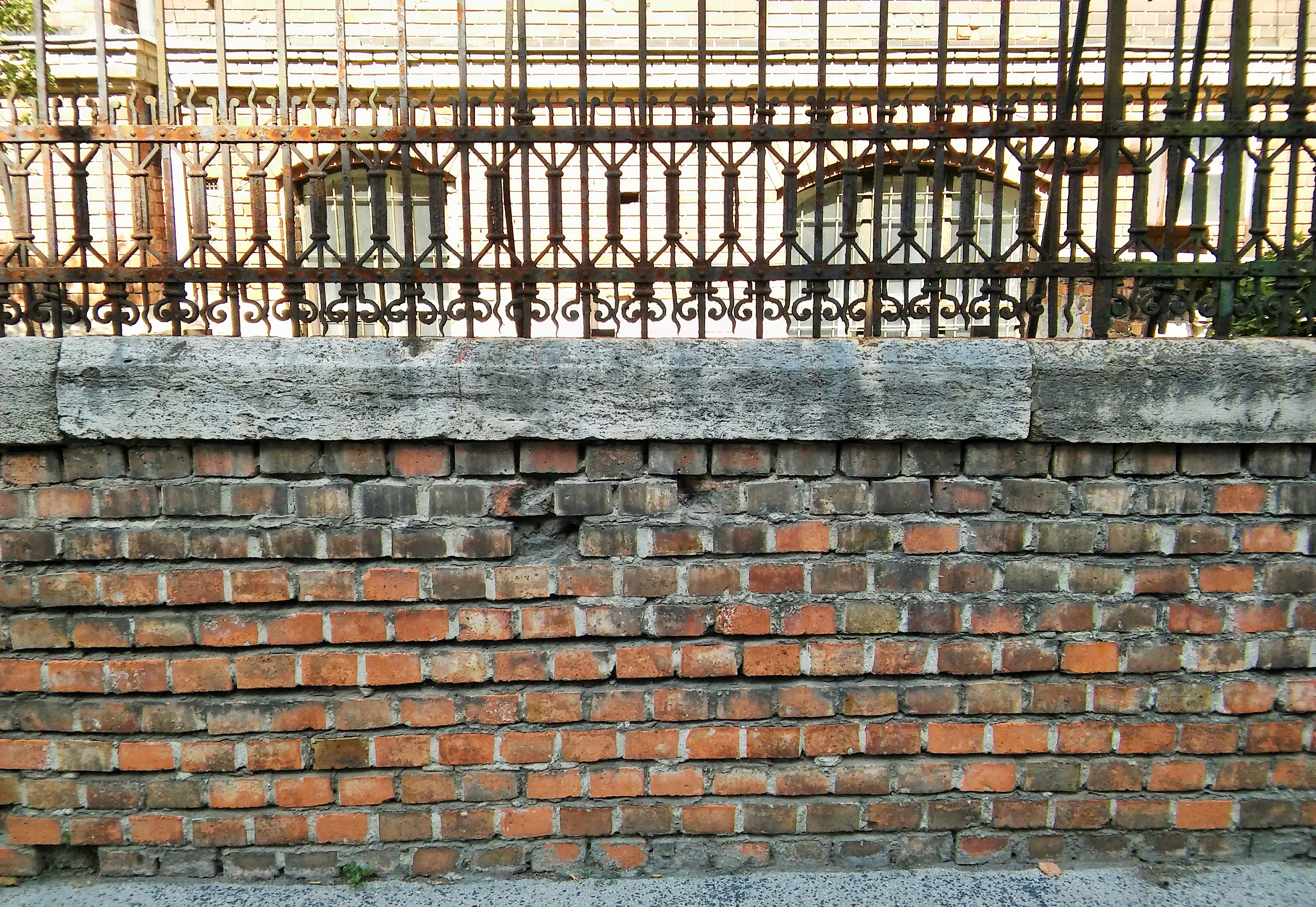
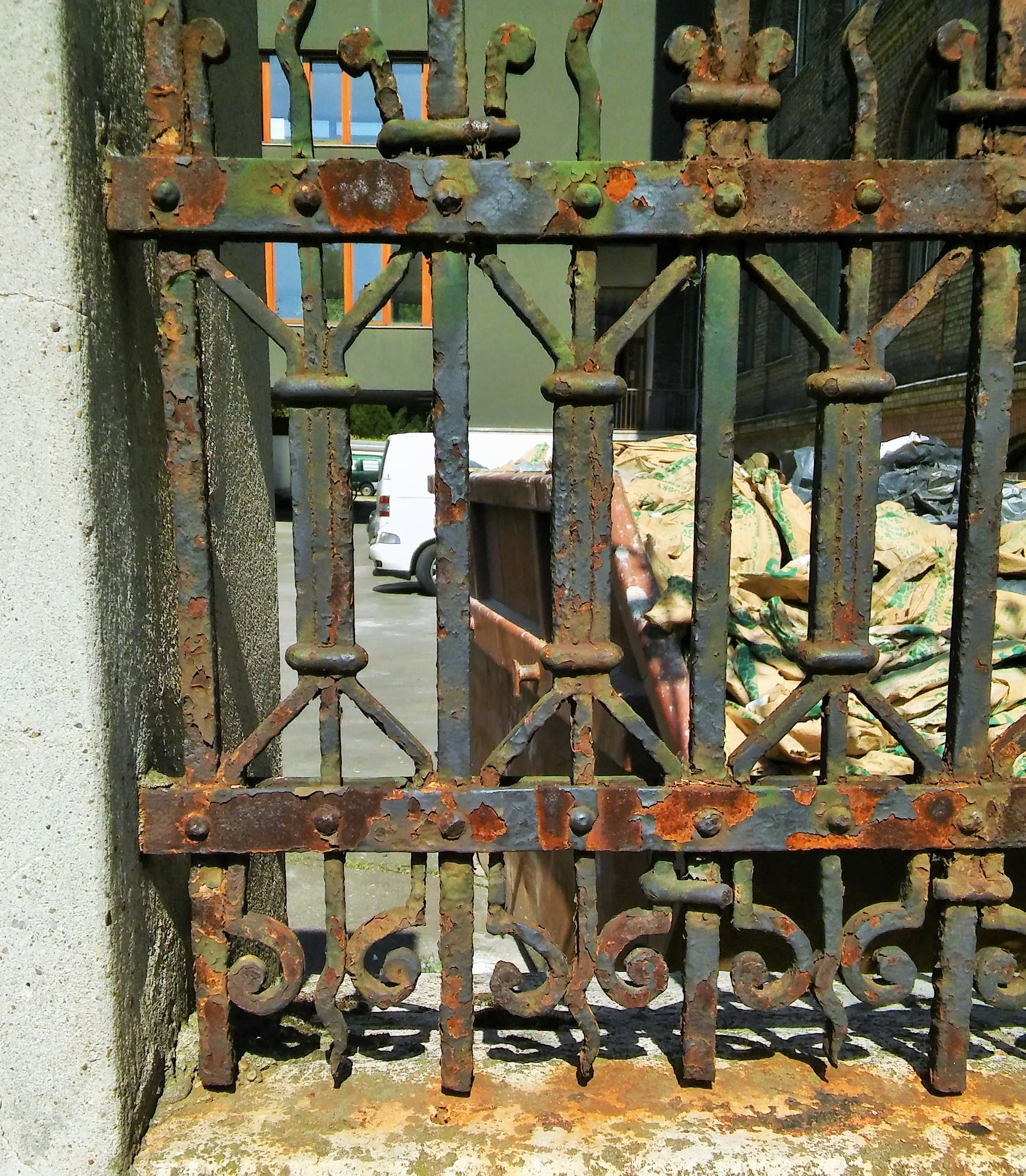
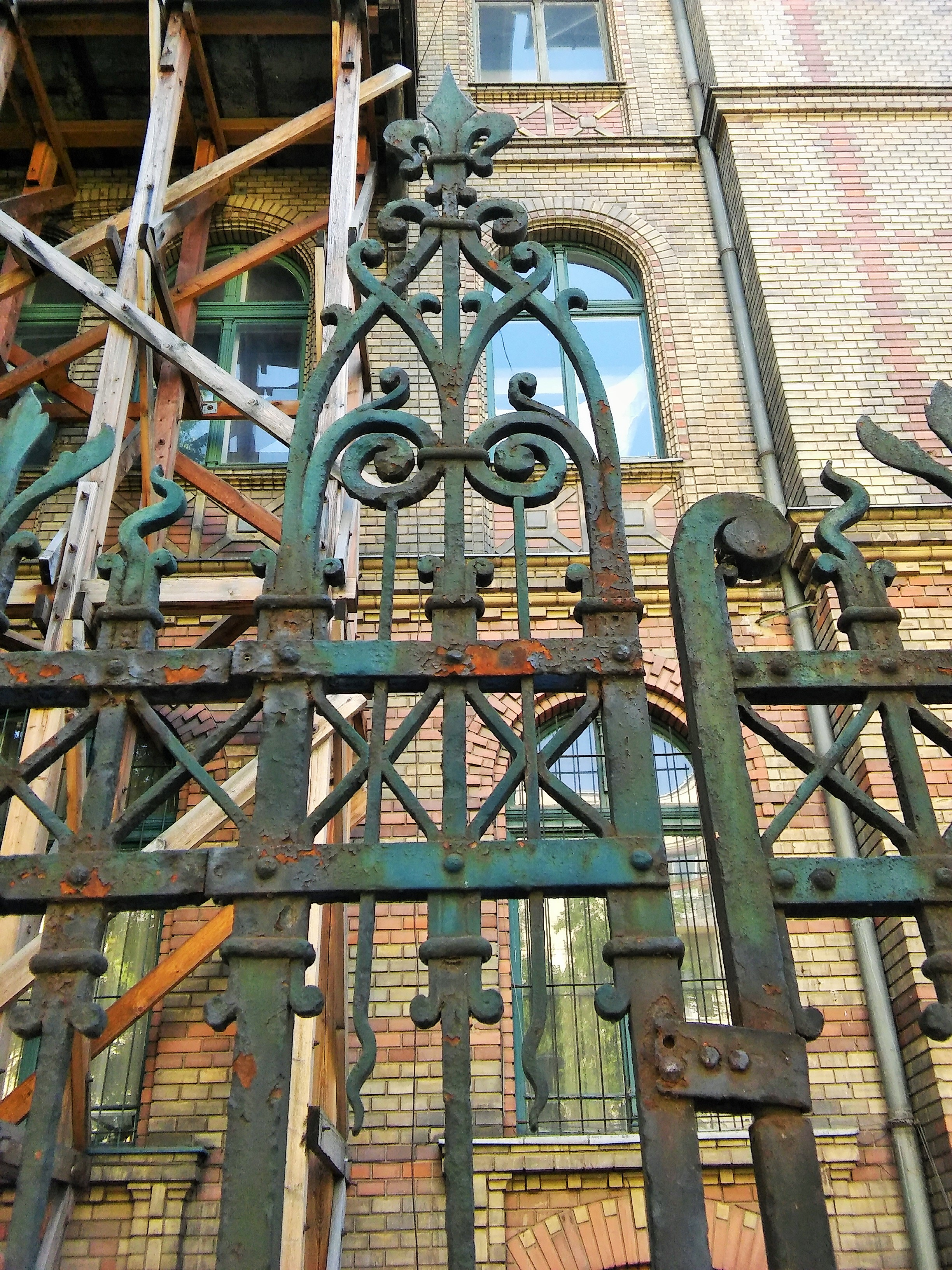
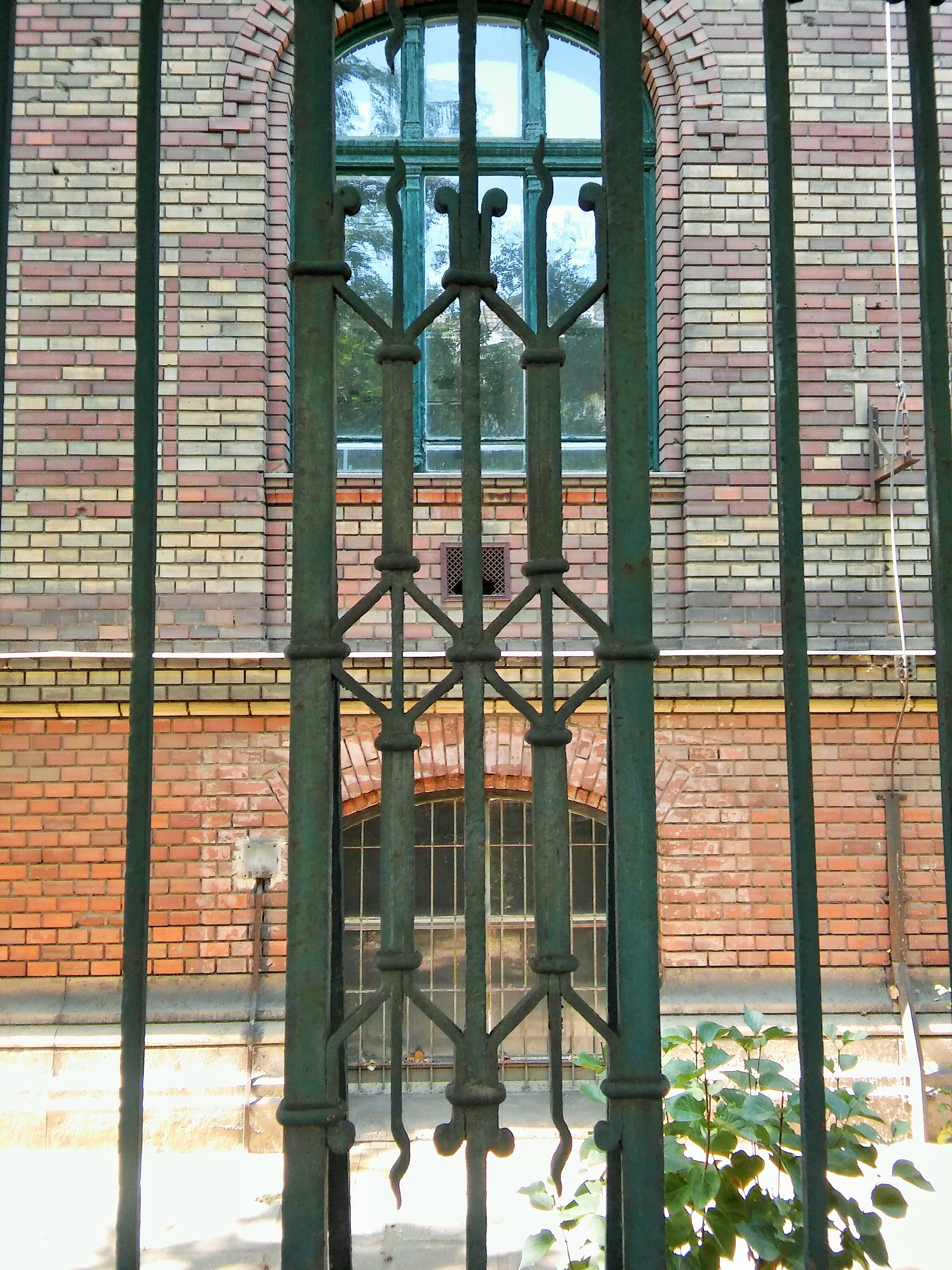

## Szervezeti egységek
- Építészmérnöki Intézet

- Építőmérnöki Intézet
- Hallgatói Önkormányzat